# لوياثان ملفيل
لوياثان ملفيل (الاسم العلمي:†Livyatan melvillei) هو نوع من منقرض الحيتانيات يتبع جنس اللوياثان من أصنوفة حيتان العنبر وأشباهها.